# Parque Genovés
El parque Genovés es un jardín histórico situado junto al mar en el casco histórico de Cádiz (España). Constituye uno de los más destacados de la ciudad. Su origen se remonta a finales del siglo XVIII, aunque a lo largo de su historia, ha sufrido diversas ampliaciones y remodelaciones.

## Historia
A finales del siglo XVIII se creó un primer parque en los terrenos situados entre los cuarteles del Camposanto y de la Bomba y la muralla que limitaba con el mar. Era un paseo mal cuidado y desarbolado que era conocido popularmente como el paseo del Perejil, lo que da idea de lo modesto de sus jardines.
A partir de 1854, se amplió en diversas ocasiones y cambió su nombre por paseo de las Delicias. El motivo de la ampliación fue la epidemia de cólera que padeció Cádiz en esa época y la de dar trabajo a todas aquellas personas que se encontraban necesitadas y a las que había que darle ocupación. En 1863 se demolió el Cuartel de Columela, repoblándose el solar con frondosos árboles de distintas especies, entre las que predominaban, fundamentalmente, según documentos de la época, el ciprés americano. En 1875 y a causa de lo espacioso y bien ubanizado del parque, al que se le realizarían nuevas reformas, se conmemoraron las fiestas de la Velada de los Ángeles.
La más importante de sus remodelaciones fue llevada a cabo en 1892 por el alcalde Eduardo José Genovés i Puig. Se tomó como base el antiguo jardín y se amplió con el denominado "Bosque del Ejército", dotándolo con fuentes, cascada con lago, salón de conciertos y café, así como de un número más alto y variado de especies botánicas, algunas de ellas de gran rareza y espectacularidad.
A finales del siglo XIX se realizó un teatro, cuya estructura metálica fue obra de Gustave Eiffel. Esta misma estructura fue destinada hacia 1930 para la construcción del antiguo Mercado de la Merced y reconvertido hoy en la  Escuela de Arte Flamenco). Posteriormente se realizó otro, destinado a teatro de verano, que recibió el nombre de Teatro José María Pemán, actualmente Teatro del Parque. También es de destacar la presencia del famoso Cortijo de los Rosales, célebre sala de fiestas gaditana que estuvo en el candelero hasta 1970, cuando cerró sus puertas, y por donde pasaron figuras de la talla de Raphael y Antonio Machín, entre otros. En 2010, en sus terrenos se colocó un templete.

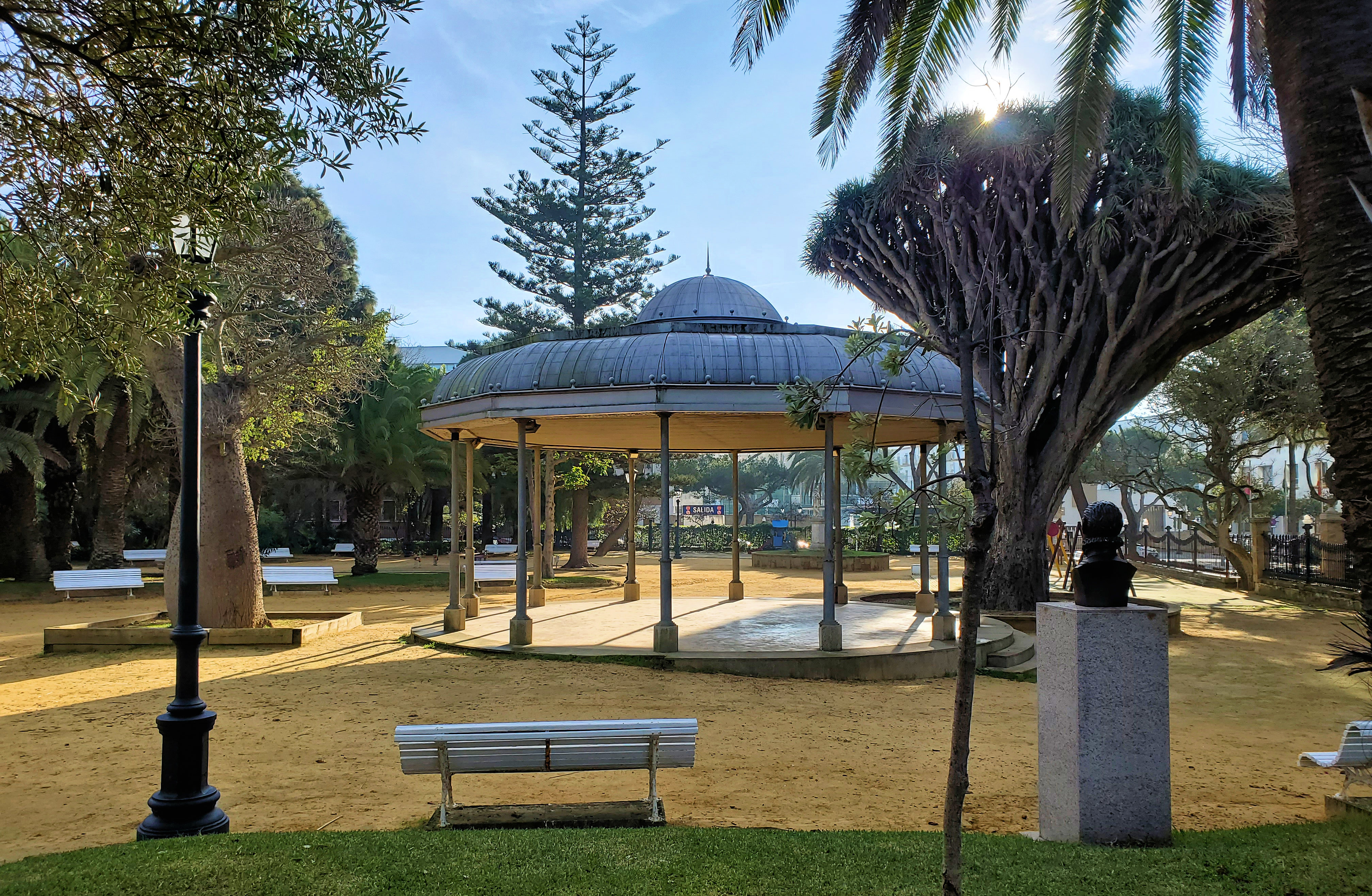
Templete, drago centenario y busto de Rodrigo de Bastidas

## Descripción

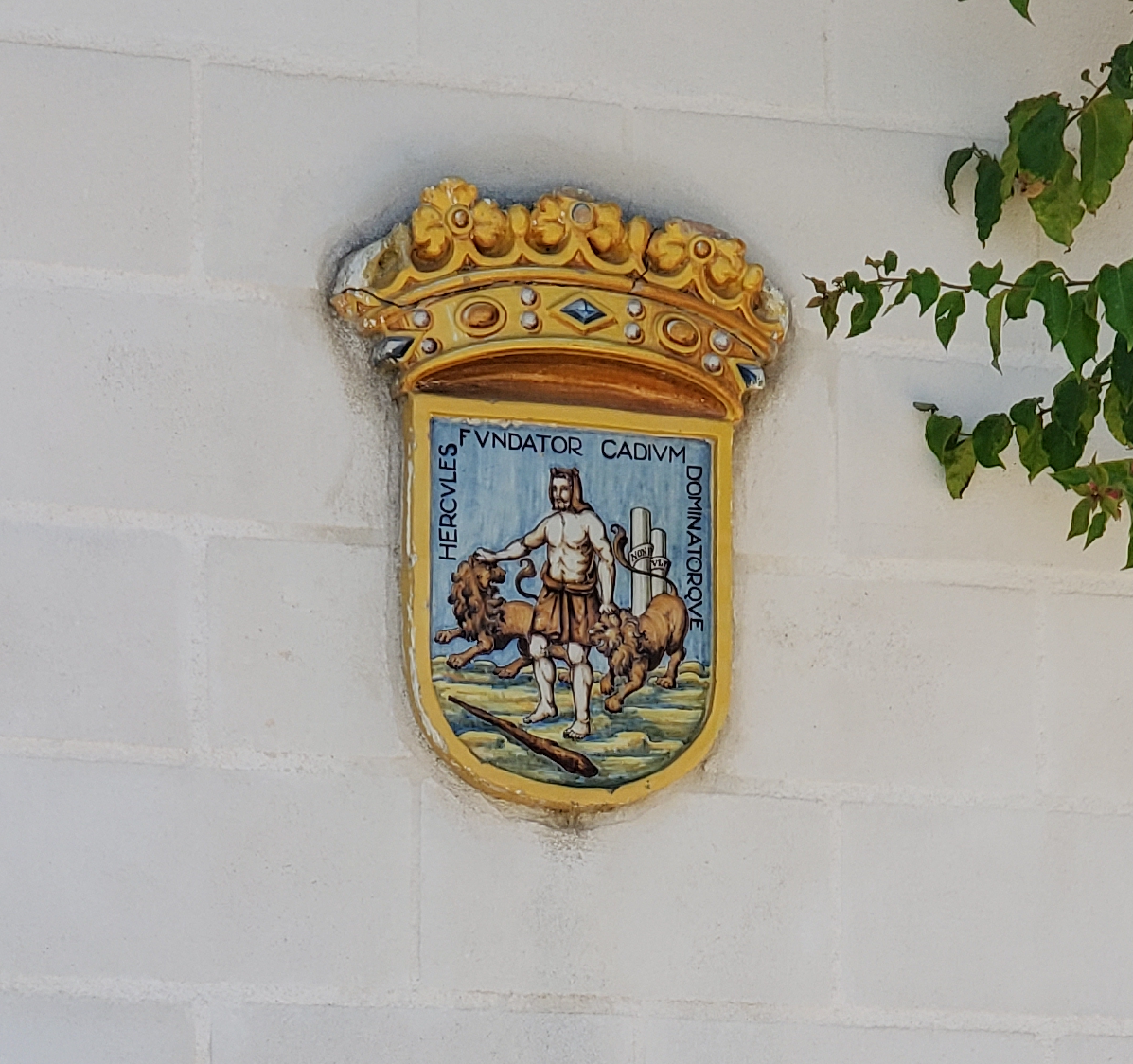
Escudo de Cádiz

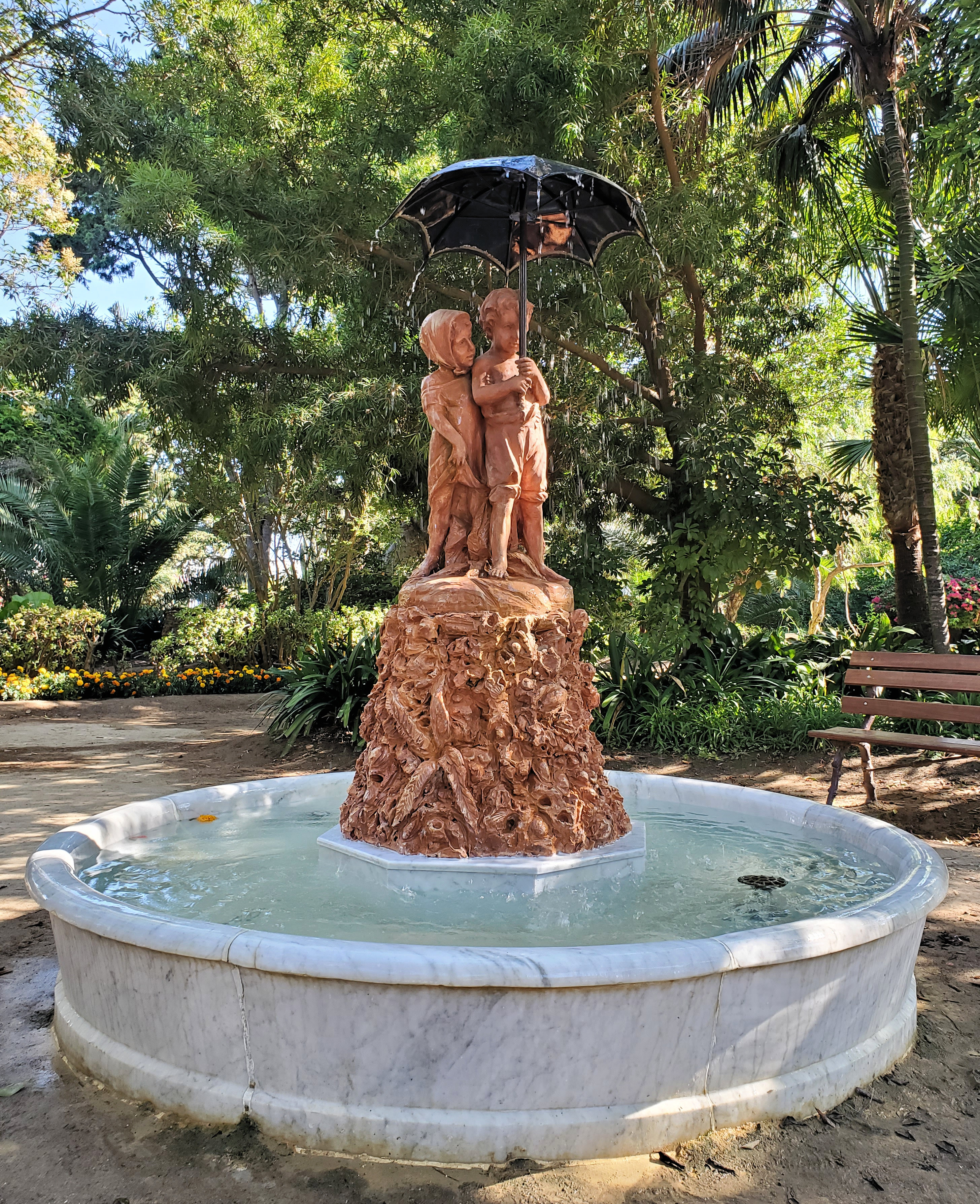
Los niños bajo el paraguas

El parque tiene una forma aproximadamente trapezoidal, limitando con el Parador Nacional Atlántico, con el paseo de Santa Bárbara, con la avenida Duque de Nájera y con la plaza Rocío Jurado, donde se encuentra la entrada principal. Esta puerta permite el acceso directo a una amplia avenida central, dividida en tres calles por una doble hilera de parterres simétricos, con cipreses comunes (Cupressus sempervirens) en las esquinas, un ciprés de California (Cupressus macrocarpa) en el centro (todos ellos podados al estilo inglés), y entre ambas especies, palmeras datileras (Phoenix dactylifera). El resto del parque se caracteriza por su asimetría, que se manifiesta tanto en la diversidad de formas de sus parterres como en el irregular trazado de sus paseos. Se pueden contar más de 100 especies de árboles y arbustos diferentes, muchos de ellos pertenecientes a especies que no existen en otros parques o jardines de la ciudad.

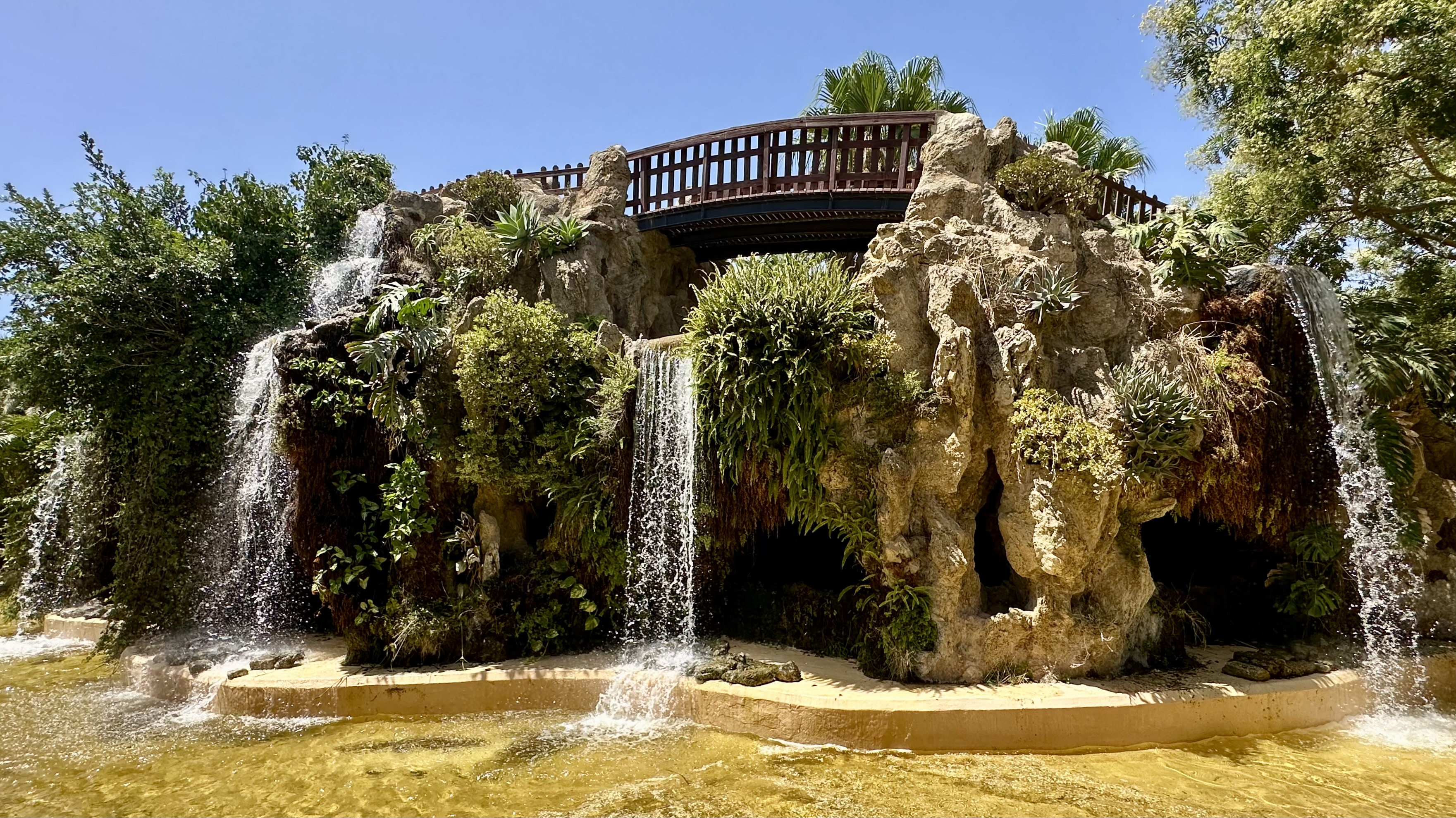
Cascada

Uno de los lugares favoritos de los visitantes es La Gruta, lago con cascada donde conviven patos y gansos.

## Estatuas y monumentos

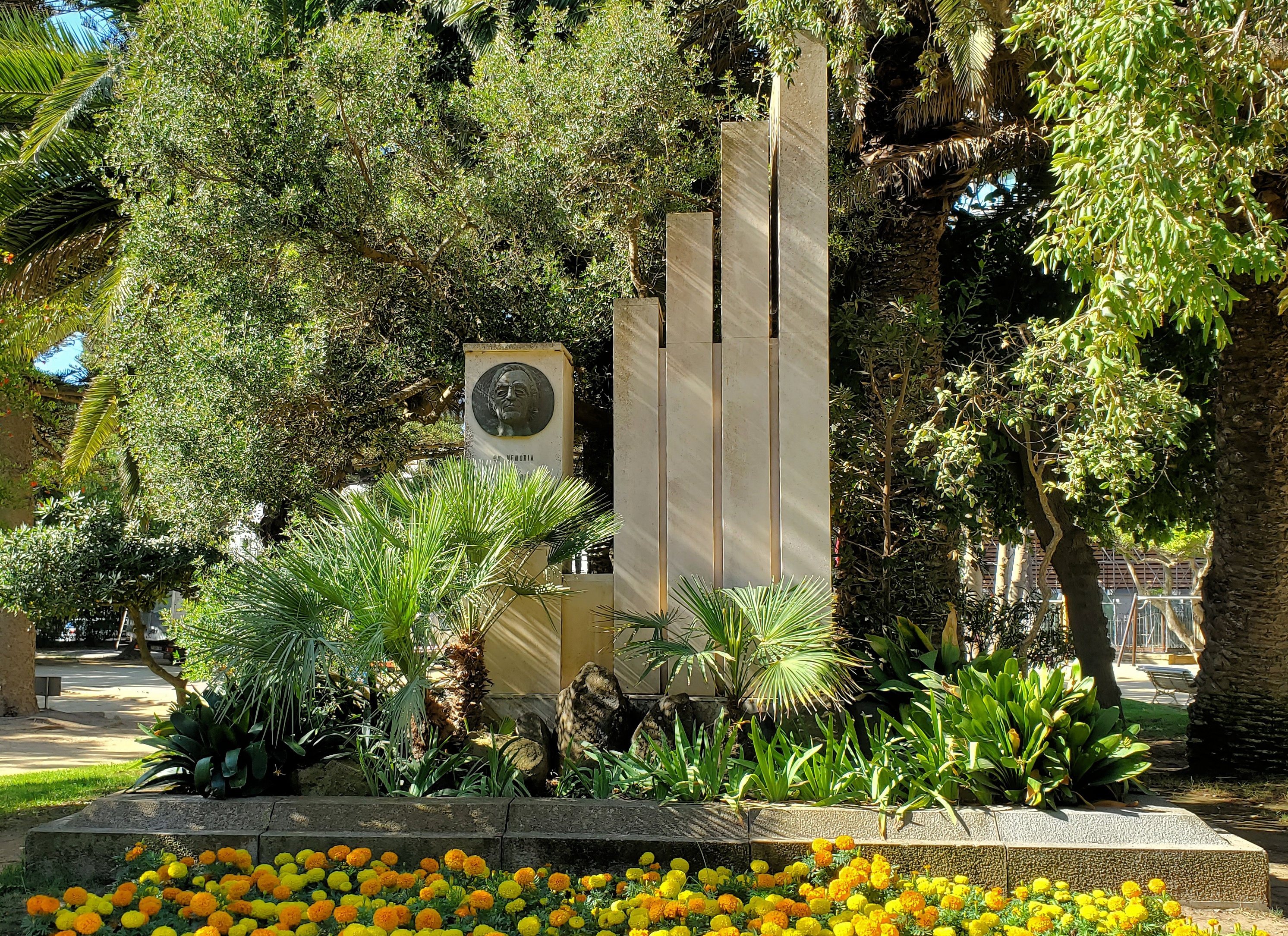
Monumento a Féliz Rodríguez de la Fuente

- Estatua al gaditano romano Lucius Junius Moderatus Columela, estudioso y escritor sobre la agricultura.

- Busto a Rodrigo de Bastidas, conquistador español.
- Monumento al naturalista Félix Rodríguez de la Fuente.
- Estatua Memorial a la muerte perinatal y neonatal.
- Monumento a la Duquesa de la Victoria, que fue una noble gaditana que renunció a su vida cómoda y para dedicarse al cuidado de los heridos de la guerra de Marruecos de principios del siglo XX. Realizado por Julio González Pola en 1925.
- Mosaico Rincón de la Poesía, dedicado a los poetas de ahora.
- Busto al músico gaditano Manuel de Falla.
- Escultura "Niños bajo el paraguas", fuente traída de París por la familia Aramburu y luego donada al pueblo, que representa la alegoría del cuento francés Pablo y Virginia y que se debió a la iniciativa del director del parque, Fidel Caballero.
- Escultura a Santa Rosa de Lima.
- Monumento dedicado a la batalla de Trafalgar, con placas de acero que nombran todas las naves que participaron en la contienda.
- Monumento a José María Pemán.
- Busto al botánico José Celestino Mutis.
- Placa con el escudo de Cádiz. Se encuentra en la zona exterior de la pared que da al paseo de Santa Bárbara junto a la puerta principal, y es el único resto que queda de la fuente Los niños meones, de Mariano Benlliure, que desapareció del parque en extrañas circunstancias a mediados de la década de los 70 del siglo pasado.

## Especies botánicas
| Europa - Ciprés común (Cupressus sempervirens). - Pino piñonero (Pinus pinea). - Pino carrasco (Pinus halepensis). - Pino canario (Pinus canariensis). - Algarrobo (Ceratonia siliqua). - Olivo (Olea europaea). - Acebuche (Olea oleaster). - Quejigo (Quercus faginea). - Laurel (Laurus nobilis). - Laurel alejandrino (Ruscus hypoglossum). - Palmera canaria (Phoenix canariensis). - Drago (Dracaena draco). - Olmo (Ulmus). - Almez (Celtis australis). - Álamo blanco (Populus alba). - Laurel (Laurus nobilis). - Durillo (Viburnum tinus). - Espino (Crataegus monogyna). - Árbol de Judas (Cercis siliquastrum). - Adelfa (Nerium oleander). - Romero (Salvia rosmarinus). - Mejorana (Majorana hortensis). - Lavanda (Lavandula angustifolia). - Sauzgatillo (Vitex agnus-castus). - Orgaza (Atriplex halimus). | Asia y Medio Oriente - Naranjo amargo (Citrus × aurantium). - Limonero (Citrus × limon). - Hibisco (Hibiscus rosa-sinensis). - Morera blanca (Morus alba). - Membrillero (Cydonia oblonga). - Granado (Punica granatum). - Ciruelo (Prunus cerasifera). - Adhatoda de Ceilán (Justicia adhatoda). - Gingko (Ginkgo biloba). - Árbol de las pagodas (Styphnolobium japonicum). - Aligustre japonés (Ligustrum japonicum). - Cóculo, laurel de 3 nervios (Cocculus laurifolius). - Acacia de Constantinopla (Albizia julibrissin). - Laurel de Indias (Ficus microcarpa). - Árbol del caucho (Ficus elastica). - Pitósporo (Pittosporum tobira). - Jazmín del país (Jasminum grandiflorum). - Jazmín estrella (Trachelospermum jasminoides). - Glicina (Wisteria sinensis). - Árbol de Júpiter (Lagerstroemia indica). - Cica (Cycas revoluta). - Cheflera (Heptapleurum arboricola). - Podocarpo de hojas de adelfa (Podocarpus neriifolius). - Eleagno (Elaeagnus × ebbingei). | América - Ciprés de Monterrey (Cupressus macrocarpa). - Arce negundo (Acer negundo). - Falsa acacia (Robinia pseudoacacia). - Acacia de tres espinas (Gleditsia triacanthos). - Ciprés de Arizona (Cupressus arizonica). - Yuca (Yucca gloriosa). - Yuca basta (Yucca aloifolia). - Izote (Yucca gigantea). - Ágave del dragón (Agave attenuata). - Orégano orejón (Plectranthus amboinicus). - Opuntia (Opuntia vulgaris). - Cactus (fam. Cactaceae). - Washingtonia (Washingtonia filifera). - Palmera de abanico mexicana (Washingtonia robusta). - Palmera pindó (Syagrus romanzoffiana). - Ombú, bellasombra (Phytolacca dioica). - Palo borracho (Chorisia speciosa). - Ceibo (Erythrina crista-galli). - Magnolio (Magnolia grandiflora). - Jacarandá (Jacaranda mimosifolia). - Cabellera de palo (Oreopanax capitatus). - Falso pimentero (Schinus molle). - Dama de noche (Cestrum nocturnum). - Flor de pascua (Euphorbia pulcherrima). - Duranta (Duranta repens). - Buganvilla (Bougainvillea glabra). - Lantana (Lantana camara). - Bignonia (Bignonia capreolata). - Costilla de Adán (Monstera deliciosa). - Pata de vaca (Bauhinia variegata). | África - Palmera datilera (Phoenix dactylifera). - Aloe vera (Aloe vera). - Aloe trepador (Aloe ciliaris). - Árbol coral (Erythrina caffra). - Higuera de hojas de lira (Ficus lyrata). - Pandano (Pandanus utilis). - Clivia (Clivia nobilis). - Jazmín azul (Plumbago auriculata). - Ave del paraíso (Strelitzia reginae). - Ave del paraíso blanca (Strelitzia alba). | Oceanía - Metrosidero (Metrosideros excelsa). - Araucaria de la isla Norfolk (Araucaria excelsa). - Araucaria australiana (Araucaria bidwillii). - Kentia (Howea forsteriana). - Zamia (Macrozamia moorei). - Palmera col (Livistona australis). - Brachichito (Brachychiton populneus). - Árbol del fuego (Brachychiton acerifolius). - Árbol pica-pica (Lagunaria patersonia). - Casuarina (Casuarina equisetifolia). - Verónica (Hebe speciosa). - Mimosa (Acacia cyanophylla). |

## Avifauna
| - Tórtola turca (Streptopelia decaocto). - Mirlo común (Turdus merula). - Estornino pinto (Sturnus vulgaris). - Abubilla (Upupa epops). - Jilguero europeo (Carduelis carduelis). - Petirrojo europeo (Erithacus rubecula). - Avión roquero (Ptyonoprogne rupestris). - Curruca capirotada (Sylvia atricapilla). - Papamoscas cerrojillo (Ficedula hypoleuca). - Alcaudón común (Lanius senator). | - Gorrión común (Passer domesticus). - Golondrina común (Hirundo rustica). - Lavandera blanca (Motacilla alba). - Cotirrojo real (Phoenicurus phoenicurus). - Cotirrojo tizón (Phoenicurus ochruros). - Cernícalo vulgar (Falco tinnunculus). - Vencejo común (Apus apus). - Mosquitero común (Phylloscopus collybita). - Verderón común (Chloris chloris). - Cotorra argentina (Myiopsitta monachus). - Cotorra de Kramer (Psittacula krameri). |